# Disclosure
Disclosure là một nhóm nhạc điện tử với thành viên gồm 2 anh em nhà Lawrence là Howard (sinh 11 tháng 5 năm 1994) và Guy (sinh 25 tháng 5 năm 1991). 2 anh em lớn lên ở Reigate, Surrey. Album đầu tay của họ, Settle, ra mắt ngày 3 tháng 6 năm 2013 thông qua nhãn đĩa PMR, đã nhận được một đề cử Grammy năm 2014 cho Album nhạc Dance xuất sắc nhất. Album phòng thu thứ 2 mới phát hành ngày 25 tháng 9 năm 2015 của họ, Caracal, cũng nhận được một đề cử Grammy năm 2016 cho Album nhạc Dance xuất sắc nhất. 

## Thời thơ ấu
Được sinh ra trong một gia đình bố mẹ là nhạc sĩ chuyên nghiệp, bố của họ chơi trong các ban nhạc indie bao gồm No Angry Man và LookBook và giờ là người bán đấu giá chuyên nghiệp, trong khi đó mẹ của họ, là một ca sĩ trong một ban nhạc fronted, biểu diễn trên các du thuyền, hát các đoạn nhạc quảng cáo, và là một trong những người biểu diễn đầu tiên để giải trí cho quân đội Anh sau khi họ lấy lại đảo Falkland. Guy bắt đầu chơi trống năm 3 tuổi, và Howard bắt đầu chơi guitar bass năm 8 tuổi.
Cả hai đã lấy bằng A về âm nhạc ở cao đẳng Reigate, ngôi trường có các cựu sinh viên gồm Fatboy Slim và Newton Faulkner. Suốt thời gian này, ở tuổi 16 Howard chỉ nghe nhạc của ca sĩ ủy mị và ghét nhạc điện tử, trong khi đó Guy là một tay trống trong một ban nhạc guitar phong cách indie.

## Danh sách đĩa nhạc
- Settle (2013)
- Caracal (2015)
- Energy (2020)
- Alchemy (2023)